# 山田常典
山田 常典（やまだ つねすけ、文化5年（1808年）8月 - 文久3年7月7日（1863年8月20日））は、江戸時代後期の国学者。本姓は平井。名は晋。通称は常介。号は蕗園、臣木舎。

## 生涯
伊予吉田藩に生まれる。幼くして世子の侍講となるが、20歳の頃に家督を弟に譲って各地を遊学し、江戸で本間游清のほか、海野游翁などに学ぶ。
品川の東海寺で賀茂真淵の法筵を開いた縁により、紀州藩家老の水野忠央に仕える。桜田門外の変により忠央が6月に失脚して新宮城に幽閉されることになり、10月に常典も新宮に赴いて隠棲した。
文久3年没。新宮城外南谷に葬られた。

## 業績
忠央に仕えて以降は、漢学所督学として「丹鶴叢書」の編集に参画した。これは歌集・物語・医書・辞書・系譜・図録・行事・縁起などの古書を収集したもので、内容量は7帙71巻152冊に及び、後に131冊にまとめて刊行された。厳密な校訂に加えて印刷・製本も見事で、弘化5年（1848年）2月5日には徳川家慶に献上されている。
国語学史上における功績としては、先人国学者の学問顕彰として、楫取魚彦の『古言梯』の増補改訂版に該当する『増補古言梯標註』がある。村田春海・清水浜臣による『古言梯再考増補標註』を基にしているが、小山田与清による手沢本を参照していることも指摘されている。弘化3年（1846年）に成立し、同4年（1847年）に刊行されたが、明治期に刊行された版も存在する。

## 著書
- 『増補古言梯標註』
- 『掌中源氏物語系図』
- 『百人一首女訓抄』
- 『千木の片そぎ』
- 『日本紀註疏』